# Katarzyna Krzeszowska
 Katarzyna Krzeszowska (ur. 7 sierpnia 1989 w Krynicy-Zdroju) – Miss Polski 2012.

## Edukacja i kariera
Studiowała grafikę w Akademii Krakowskiej im. Andrzeja Frycza Modrzewskiego.
Katarzyna reprezentowała Polskę w konkursie międzynarodowych Miss World 2013, który odbył się na Bali. Nie dostała się do półfinału, otrzymała wyróżnienie jury za prezentowaną kreację Ewy Minge.
Modelka reprezentowała również Polskę w konkursie Miss Supranational w 2014 roku, gdzie zdobyła tytuł 4 wicemiss. W 2015 r. otrzymała tytuł Best Figure na Miss Grand International 2015.

## Życie prywatne
Jest zamężna, ma jedno dziecko. Prowadzi sklep odzieżowy KRZESZOVSKA w Warszawie.